# Needham (Massachusetts)
Needham ist eine Stadt im Norfolk County im US-Bundesstaat Massachusetts, liegt in der Nähe von Boston und wurde 1711 gegründet. Das U.S. Census Bureau hat bei der Volkszählung 2020 eine Einwohnerzahl von 32.091 ermittelt. 

## Demographie
Einer Schätzung von 2007 zufolge lag das mittlere Haushaltseinkommen bei $116.867, das mittlere Einkommen von Familien bei $144.042. Männer hatten ein mittleres Einkommen von $76.459 verglichen mit $47.092 für Frauen. Das Pro-Kopf-Einkommen in Needham betrug $56.776.  Etwa 1,6 % der Familien und 2,5 % der Gesamtbevölkerung lag unterhalb der Armutsgrenze, darunter 1,2 % unter 18-Jährige und 4,2 % der über 65-Jährigen.

## Söhne und Töchter der Stadt
- Francis Blake (1850–1913), Wissenschaftler, Erfinder und Fotograf
- William Henry Carter (1864–1955), Politiker
- Fred Marriott (1872–1956), Rennfahrer
- Newell Convers Wyeth (1882–1945), Maler und berühmter Illustrator
- Peter DeFazio (* 1947), Politiker
- Lila M. Gierasch (* 1948), Biochemikerin und Biophysikerin
- Robbie Ftorek (* 1952), ehemaliger professioneller Eishockeyspieler
- Randy Bernsen (* 1954), Jazz- und Fusionmusiker
- Susan Kelley (* 1954), Eiskunstläuferin
- Phil Murphy (* 1957), Investmentbanker, Politiker, US-Botschafter in Deutschland und Gouverneur von New Jersey
- Scott Rosenberg (* 1963), Filmproduzent und Drehbuchautor
- Joey McIntyre (* 1972), Sänger/Songwriter und Schauspieler
- Brendan Buckley (* 1977), Eishockeyspieler
- Stephen Hauschka (* 1985), American-Football-Spieler
- Alexandra Raisman (* 1994), Turnerin und olympische Goldmedaillengewinnerin